# 日本石竹
日本石竹（学名：Dianthus japonicus），又名滨瞿麦（植物学大辞典），为石竹科石竹属的植物。分布于日本以及中国大陆的杭州、江西、贵州、广东等地，目前尚未由人工引种栽培。

## 参考文献

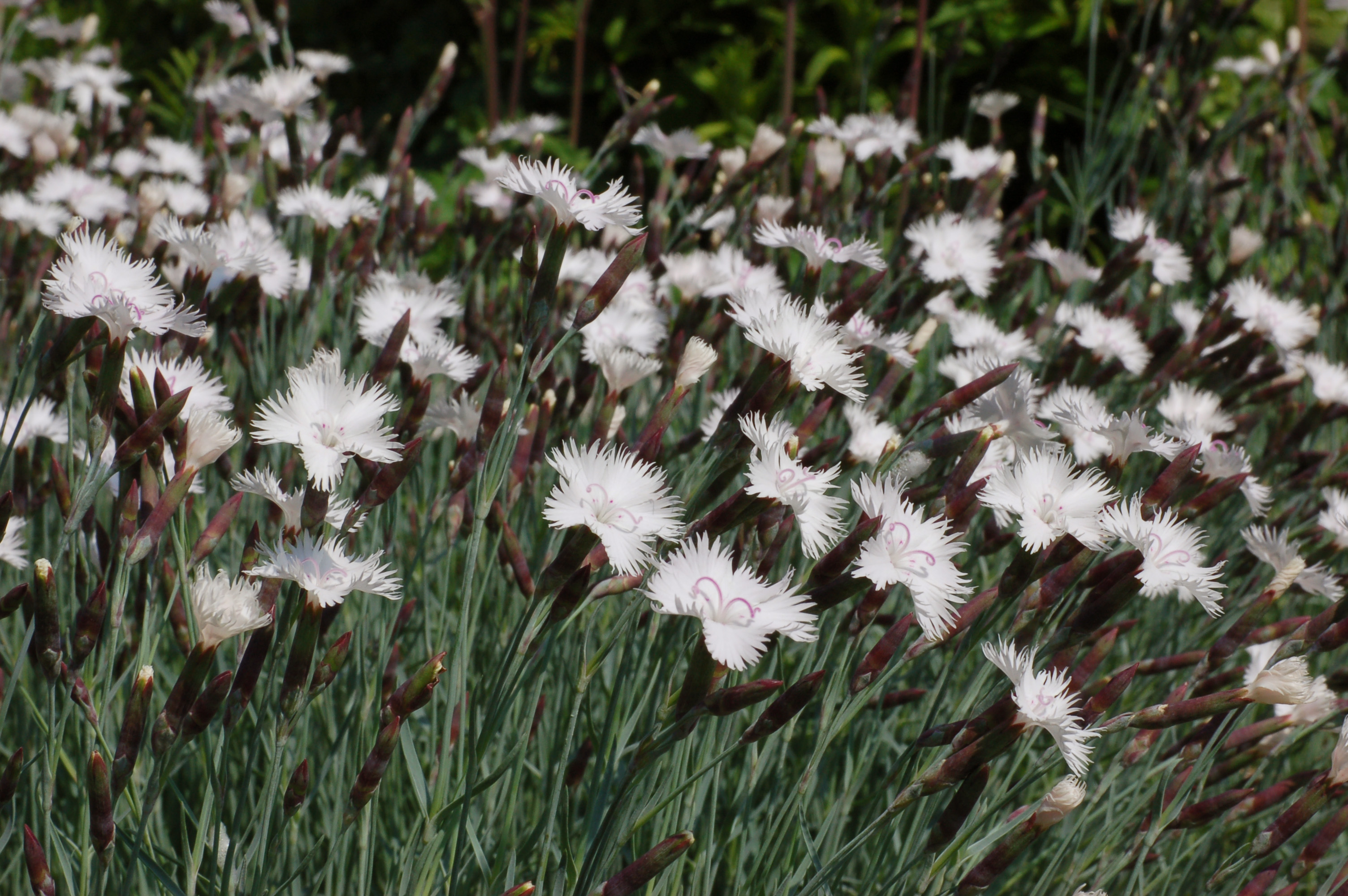
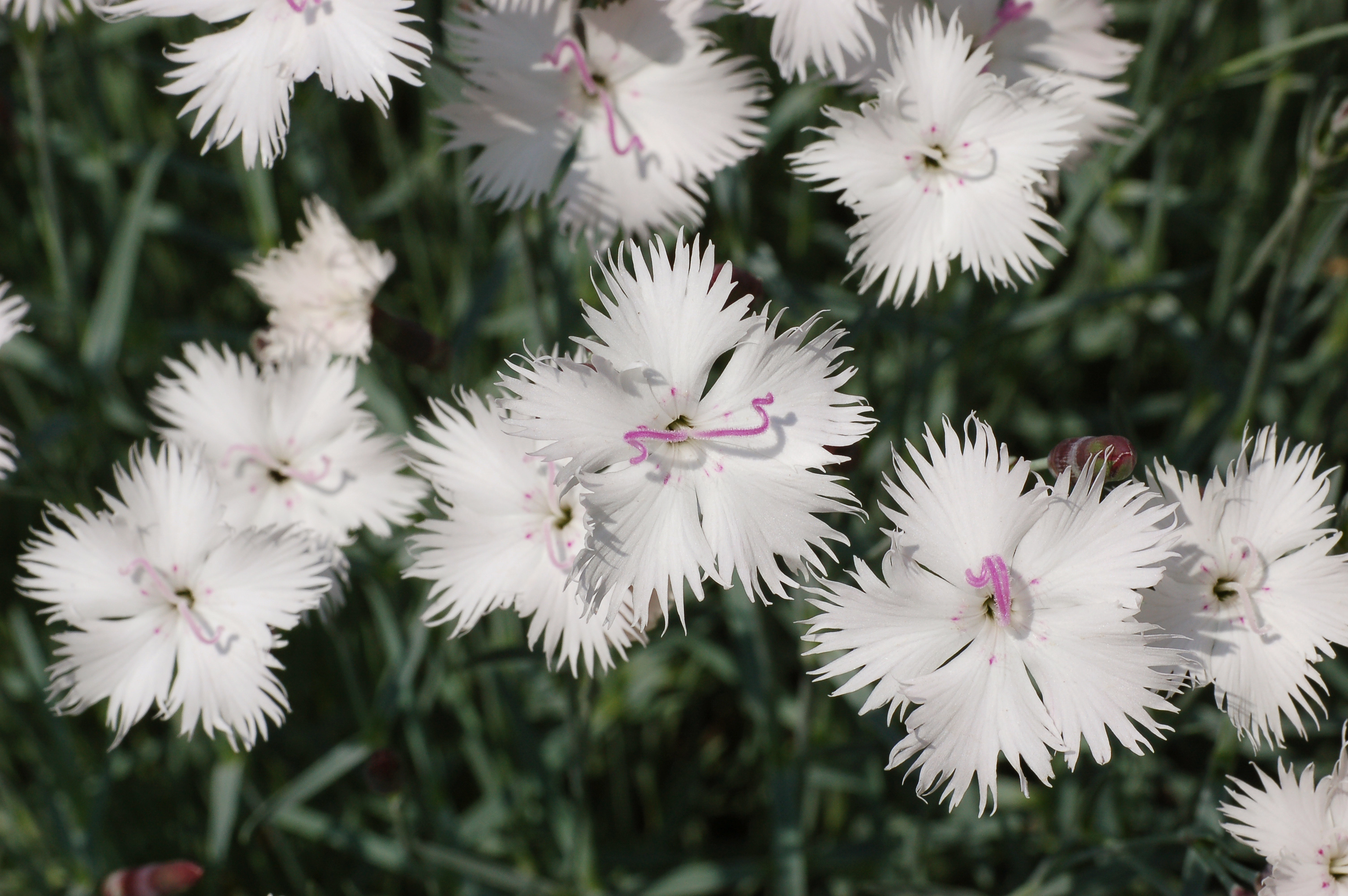
花
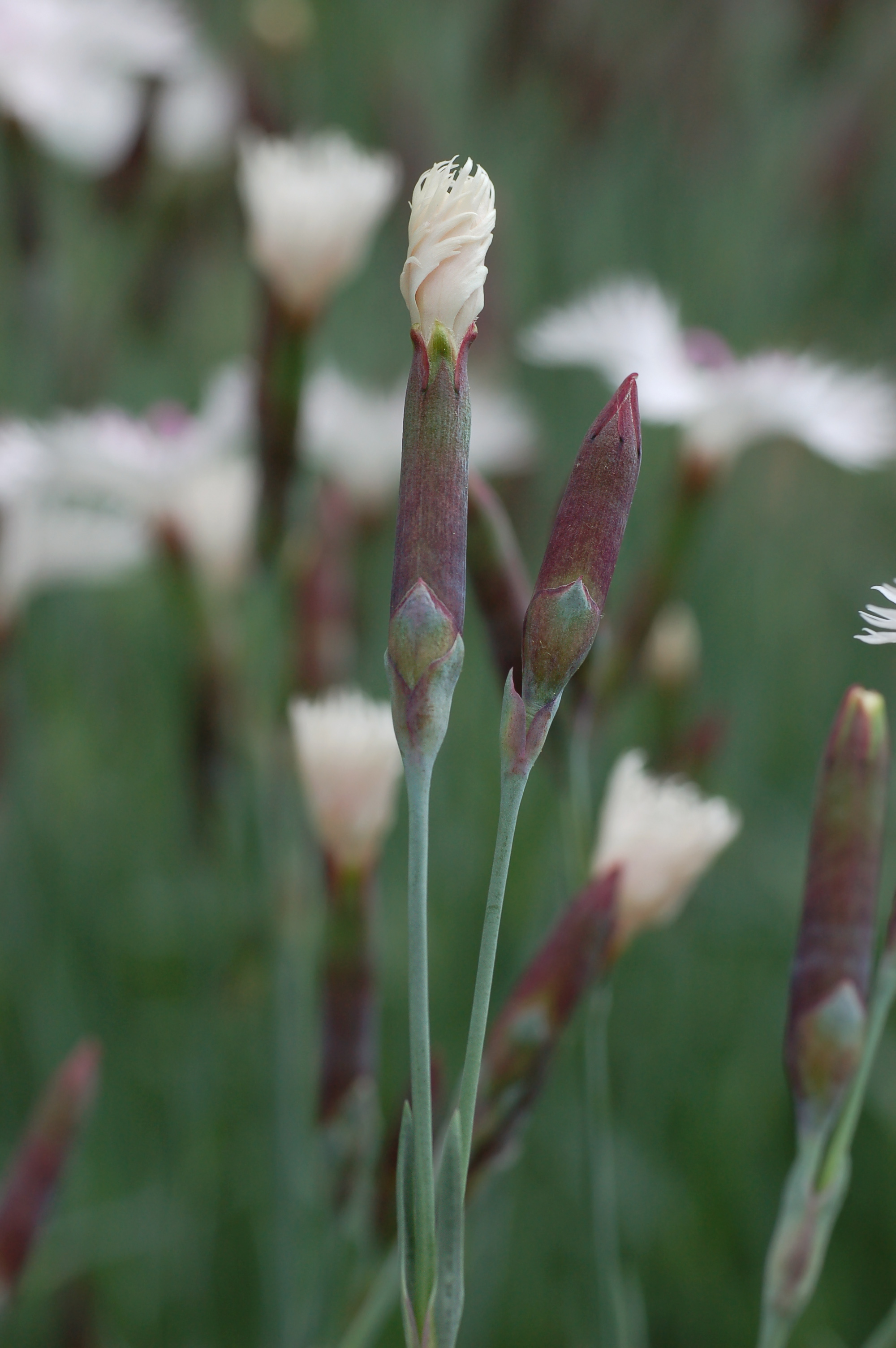
花蕾